# Ichneumon larvicida
Ichneumon larvicida là một loài tò vò trong họ Ichneumonidae.